# Partido Comunista de la Federación de Rusia
El Partido Comunista de la Federación de Rusia (en ruso: Коммунистическая партия Российской Федерации, КПРФ, transliterado: Kommunistícheskaya Pártiya Rossíyskoi Federátsii) es un partido político registrado oficialmente en la Federación de Rusia. Se posiciona como sucesor del Partido Comunista de la RSFSR y del Partido Comunista de la Unión Soviética en el territorio de la Federación de Rusia. Es uno de los tres partidos que participaron en todas las elecciones de diputados de la Duma Estatal de la Asamblea Federal de la Federación de Rusia, y uno de los dos partidos que estuvieron representados en las siete convocatorias de la Duma Estatal. Actualmente, es uno de los 14 partidos que tienen derecho, sin recoger firmas, a participar en las elecciones de diputados a la Duma Estatal de la Federación de Rusia tanto en listas de partidos como en distritos electorales de mandato único.
El Partido Comunista de la Federación de Rusia se formó en el Segundo Congreso Extraordinario de los Comunistas de Rusia (13-14 de febrero de 1993) como el Partido Comunista restaurado de la República Socialista Federativa Soviética de Rusia. El número de sucursales regionales es de 85, el número de miembros es de 162.173 (para 2016). El partido estuvo representado en la Duma del Estado de todas las convocatorias, y también tiene representación en los órganos gubernamentales a nivel regional.
El PCFR afirma que la construcción de un socialismo renovado en Rusia es su objetivo estratégico a largo plazo. A corto plazo, se plantea las siguientes tareas: la llegada al poder de las fuerzas patrióticas, la nacionalización de los recursos naturales y sectores estratégicos de la economía rusa con la preservación de las pequeñas y medianas empresas, el fortalecimiento de la orientación social de política estatal; desde sus inicios, se ha posicionado como una oposición al actual gobierno.
El órgano supremo, el Congreso del Partido, elige al Comité Central y a su Presidente. Desde 1993, Guennadi Ziugánov ha sido el presidente del Comité Ejecutivo Central del Partido (Comité Central del Partido Comunista). El primer diputado desde 2004 es Iván Melnikov, el primer vicepresidente del Comité Central del Partido Comunista de la Federación de Rusia hasta 2004 fue Valentín Kuptsov. Vicepresidentes del Comité Central del Partido Comunista de la Federación de Rusia (para 2020): Yuri Afonin, Vladimir Kashin, Dmitry Novikov. El organismo de control es la Comisión Central de Control y Auditoría (CCRC) del Partido Comunista, el presidente de la CCRC es Nikolai Ivanov.

## Historia

### Fundación y primeros años
El PCFR fue fundado en febrero de 1993 en un II Congreso Extraordinario, declarándose a sí mismo como "el sucesor del Partido Comunista de la Unión Soviética".
Su líder, Gennadi Ziugánov, cofundador del Partido a principios de 1993 junto a otros ex altos cargos de la Unión Soviética como Yegor Ligachov y Anatoli Lukyánov, entre otros. Ziugánov fue un crítico de Aleksandr Yákovlev, el "padrino de la glásnost", en el Comité Central del Partido Comunista de la Unión Soviética (PCUS), y tras el colapso de la URSS en 1991 se hizo activo en el movimiento "nacional-patriótico" ruso, siendo el presidente del Frente de Salvación Nacional (por eso algunos autores lo califican de nacionalista). Entre los primeros colaboradores externos del PCFR estaba el filósofo eurasianista Aleksandr Dugin, que ayudó a redactar los primeros documentos del Partido y empujó al mismo en la dirección del nacionalismo.[cita requerida]
Obtuvo el 12,4% de los votos a la Duma Estatal en las primeras elecciones legislativas de 1993, y posteriormente obtuvo un fuerte crecimiento, más que ningún otro partido, obteniendo el 22% en las elecciones legislativas de 1995.

### La Unión Popular Patriótica de Rusia
El 7 de agosto de 1996 el PCFR impulsó un nuevo movimiento de izquierdas: la Unión Popular Patriótica de Rusia (UPPR), que aglutinaba a más de 30 organizaciones socialistas, como la Unión Panpopular Rusa, liderada por Serguéi Baburin. Fue apoyada por el destacado intelectual Aleksandr Zinóviev (un antiguo disidente soviético que se convirtió en partidario del comunismo en el momento de la Perestroika). Otro prominente partidario del PCFR era el físico Zhorés Alfiórov, quien recibió el Premio Nobel de Física en el año 2000.
Ziugánov fue el candidato a la Presidencia de la Federación de Rusia en las elecciones presidenciales de 1996, en las que obtuvo el 32% de los votos, apenas por debajo de Borís Yeltsin con 35%.
En las elecciones parlamentarias de 1999 el PCFR obtuvo el 24% de los votos.
En las elecciones presidenciales del año 2000 el PCFR volvió a concurrir en la Unión Popular Patriótica, con Ziugánov como candidato. No obstante, los votos se redujeron ligeramente a un 29%, obteniendo Vladímir Putin una aplastante victoria con el 53% de los votos.

### Caída y recuperación electoral
Los apoyos electorales del PCFR disminuyeron considerablemente en las elecciones legislativas de 2003, en las que los comunistas obtuvieron prácticamente la mitad de los votos obtenidos en los anteriores comicios, llegando apenas el 13%, con 51 de los 450 escaños. Ziugánov describió aquellas elecciones como un "espectáculo repugnante", y acusó al Kremlin de crear un "partido Potiomkin" (Ródina) para robarle sus votos.
Entre los exmiembros del PCFR se encuentran muchos políticos populares, que se separaron después de que sus ambiciones en el partido principal chocaron con las de Ziugánov, quien tenía un mayor apoyo. Gennadi Selezniov en 2001, Serguéi Gláziev en 2003 y Gennadi Semiguin en 2004 fueron los más notables "disidentes". Algunos comentaristas políticos caracterizan el ala dominante de Ziugánov en el PCFR como "nacionalista" o de 'popular-patriótico' (término que a menudo es utilizado por los propios militantes del Partido), en lugar de marxista-leninista (entendiendo el término de manera ortodoxa). Otros observadores consideran que solo la minoritaria fracción de Richard Kosolápov es realmente comunista ideológicamente.
Una fracción criticó la decisión de llevar como candidatos a "millonarios" (como Serguéi Sobko, director general y dueño de la empresa TEKHOS) en las listas del PCFR, algo que fue visto como una contradicción con la ideología comunista y las políticas antioligárquicas del Partido.
En julio de 2004 una fracción desvinculada eligió a Vladímir Tíjonov como su líder. La fracción más tarde fundó el Partido Comunista del Futuro de toda Rusia, pero la operación no tuvo éxito y recientemente el partido de Tíjonov suspendió las operaciones activas, buscando un regreso al PCFR.
En las elecciones presidenciales celebradas el 14 de marzo de 2004 el apoyo a Putin subió al 71% y el candidato que apoyaba el PCFR, Nikolái Jaritónov, obtuvo apenas el 14% de los votos. Jaritónov, miembro destacado del Partido Agrario Ruso, era considerado un candidato "simbólico", por lo que este fue un resultado mejor de lo esperado, mostrando que el PCFR todavía tenía una importante base de apoyo. 
En febrero de 2005 el PCFR logró batir a Rusia Unida, el partido oficialista del Kremlin, en las elecciones para la legislatura regional del Distrito Autónomo de Nenetsia, obteniendo el 27% del voto popular. En las elecciones para la Duma Estatal celebradas el 4 de diciembre de 2005, el PCFR obtuvo el 16,75% y 4 escaños. Este fue el mejor resultado para los comunistas rusos en Moscú. En opinión de algunos observadores, la ausencia del partido Ródina contribuyó al éxito de los comunistas.
El 11 de marzo de 2007 se celebraron las elecciones para legislaturas regionales y locales. El PCFR tuvo un resultado muy bueno y aumentó sus votos en la mayoría de los territorios; obtuvo el segundo lugar en el Óblast de Oriol (23.78%), el Óblast de Omsk (22,58%), el Óblast de Pskov (19.21%), el Óblast de Samara (18,87%), el Óblast de Moscú (18,80%), el Óblast de Múrmansk (17.51%) y el Óblast de Tomsk (13.37%). Estos resultados demostraron que los comunistas se consolidaban como el partido de oposición más importante de Rusia.
El 21 de mayo de 2007 el PCFR obtuvo un importante éxito en las elecciones municipales de Volgogrado. El candidato comunista Román Grebénnikov fue elegido como alcalde con el 32,47% de los votos. Grebénnikov es el alcalde más joven de una capital regional de Rusia. Sin embargo, desde que este cambió su lealtad a Rusia Unida, irritó a muchos comunistas que lo acusan de usar el PCFR como una herramienta para ser elegido alcalde.
El PCFR también fue apoyado por la Unión del Pueblo (desde 2008 forma parte del partido Unión Panpopular Rusa) de Serguéi Baburin para las elecciones legislativas rusas de 2007, en las que obtuvo un 11,6% de los votos y un leve descenso en puntos porcentuales, aunque la elección resultó en un aumento en el número de votos obtenidos por el Partido (más de 8 millones) y en el número de escaños ocupados por el mismo. El PCFR disfrutó de un alto apoyo en el Óblast de Tambov (19.17%), el Óblast de Oriol (17.58%) y en el Óblast de Briansk (17.09%).

### Denuncias de fraude electoral
En las elecciones presidenciales de 2008 Ziugánov se presentó nuevamente como candidato a la presidencia, obteniendo el segundo lugar con un 17,8% (13,243,550 votos). Ziugánov incluso logró vencer a Dmitri Medvédev, el candidato de Rusia Unida, en algunos pequeños pueblos y ciudades. Después de la elección, Ziugánov dijo que sus partidarios habían descubierto numerosas irregularidades y que deberían haber obtenido al menos el 30% de los votos, agregando que pondrían en entredicho los resultados en los tribunales. Algunas semanas más tarde, la Comisión Electoral Central de Rusia admitió que la mayoría de las quejas del PCFR respecto a las violaciones durante las elecciones fueron bien fundadas y justificadas, pero no habría cambiado el resultado de las votaciones.
El 7 de abril de 2011, el candidato comunista Ilyá Potápov ganó las elecciones municipales en la ciudad de Berdsk, con una victoria aplastante sobre el candidato de Rusia Unida.
Tras las elecciones presidenciales de 2012 el PCFR denunció las irregularidades electorales en las elecciones legislativas rusas de 2011, participando en las manifestaciones masivas de diciembre de 2011. Iván Mélnikov, responsable de la oficina de campaña del Comité Central del PCFR, defendió a los manifestantes que salían a la calle a denunciar el fraude, ya que no creían en la victoria de Putin porque "no conocían a nadie que hubiese votado por Rusia Unida". Sin embargo, el Partido también denunció la existencia de elementos ultraliberales que trataban de sacar provecho político de los disturbios.
Para las elecciones presidenciales de 2018, el PCFR presentó como candidato al empresario agrícola Pável Grudinin, quien obtuvo un 11,77% de los votos. Tras las elecciones parlamentarias de 2021, el partido quedó en segundo puesto después de Rusia Unida, al obtener 19 % de los votos. Sin embargo, el partido denunció irregularidades en estos comicios.

## Ideología

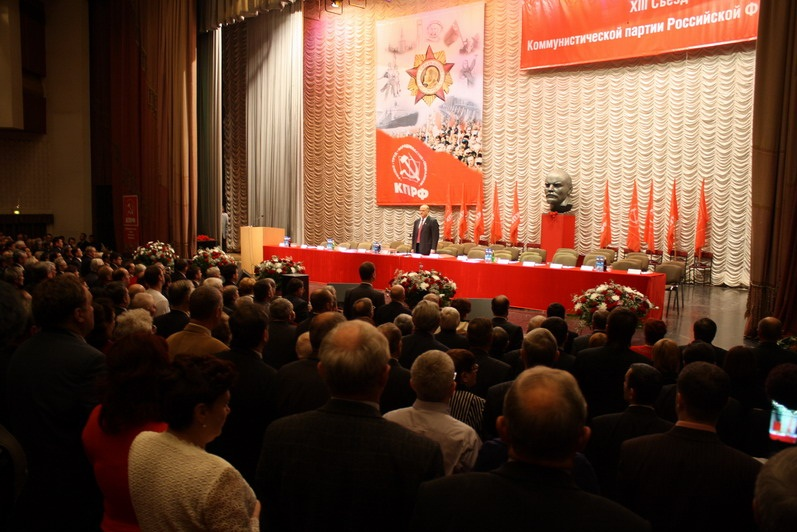
Celebración del XIII Congreso del PCFR en Moscú, 2008.

El programa actual del partido fue adaptado en 2008, donde el PCFR declaró que es la única organización política que defiende consistentemente los derechos de los trabajadores y los intereses nacionales. Según el programa, el objetivo estratégico del partido es construir en Rusia un "socialismo renovado, socialismo del siglo XXI". El programa del Partido Comunista declaró que el partido se guía por el marxismo-leninismo, basado en la experiencia y los logros de la ciencia y la cultura nacionales y mundiales. Según el partido, se produce una "confrontación entre el Nuevo Orden Mundial y el pueblo ruso con su historia milenaria, y con sus cualidades", "comunalidad y gran poder, fe profunda, el altruismo inquebrantable y el rechazo decisivo a los señuelos mercantil burgués del paraíso liberal-democrático”.
Según su programa, el PCFR considera necesario reformar el país en tres fases. En la primera fase, es necesario lograr el poder de los trabajadores a través de la representación de una coalición liderada por el PCFR. El logro de este objetivo ayudará a eliminar la devastación desde el punto de vista del partido, las consecuencias de las reformas llevadas a cabo en la última década, en particular por la privatización de la propiedad nacional realizada en la década de los noventa. Sin embargo, en este caso los pequeños productores permanecerán y además se organizarán para protegerlos de los robos de "grandes empresas, burócratas y grupos mafiosos". Está previsto reformar la gestión de las empresas mediante la creación de consejos en varios niveles. El partido también planea transformar Rusia en una República soviética. [cita requerida] En la segunda etapa, el papel de los consejos y sindicatos se incrementará aún más. Se realizará una transición gradual en la economía a una forma socialista de actividad económica, pero aún se conserva un pequeño capital privado. Finalmente, la tercera fase es construir el socialismo.
En los últimos años, el Partido Comunista también ha mostrado una tendencia a moverse hacia el dengismo y una política pro-China.[cita requerida] El primer secretario Gennady Zyuganov también expresó que deberían aprender del ejemplo exitoso de China y construir el socialismo ruso. También animó a todos los miembros del partido a leer "el trabajo selectivo de Deng Xiaoping". Dijo durante su visita a China en 2008: "Si hubiéramos aprendido del éxito de China antes, la Unión Soviética no se habría disuelto".

### Programa del Partido

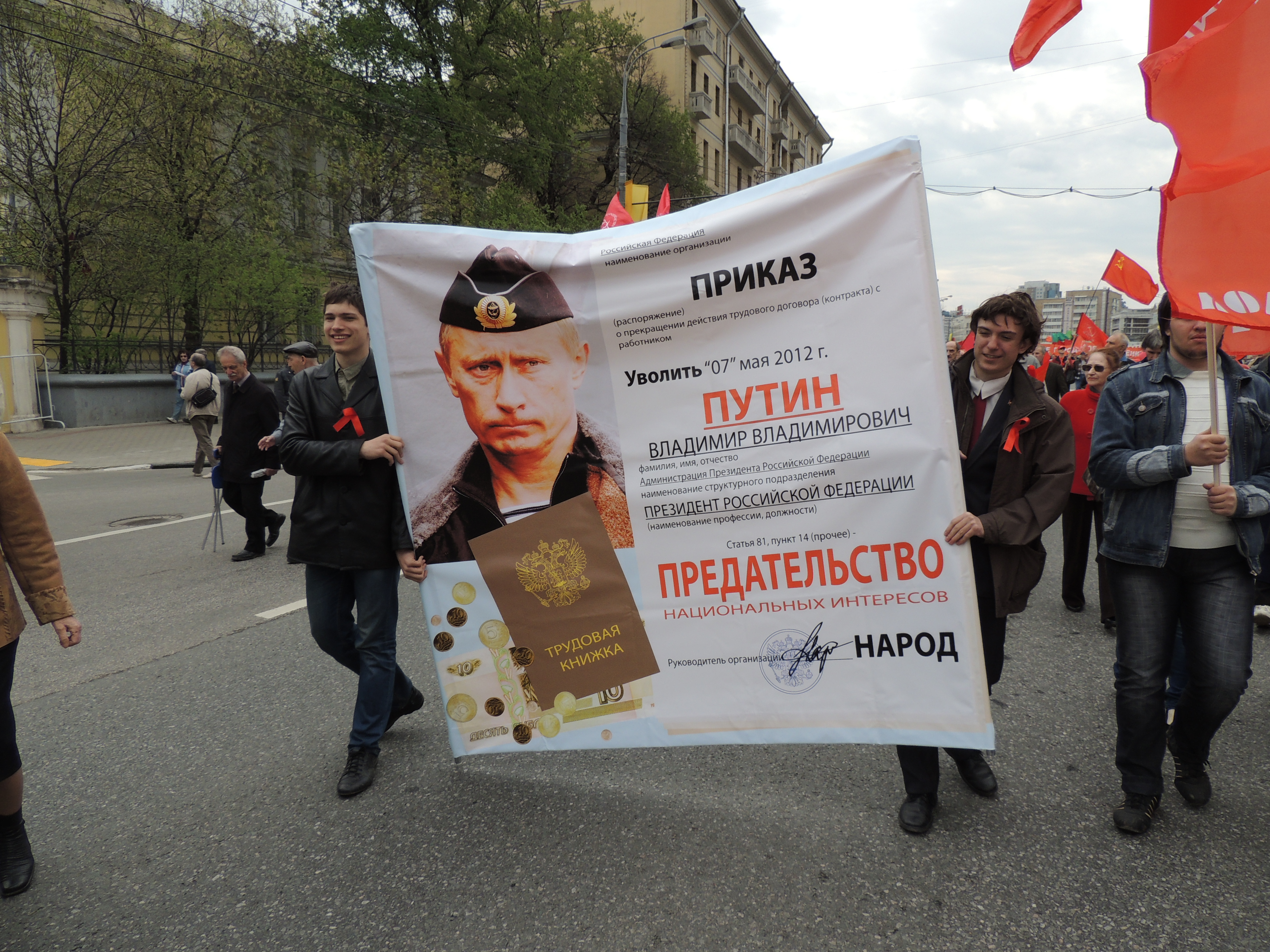
Manifestantes comunistas con un cartel con una "orden de dimisión" para Vladímir Putin por "traición de los intereses nacionales", Moscú, 1 de mayo de 2012

En las condiciones actuales en la Federación de Rusia, el PCFR convoca las siguientes propuestas:
- Detener la extinción del país, restaurar los beneficios para las familias numerosas, reconstruir la red de jardines de infancia públicos y brindar vivienda a las familias jóvenes.
- Nacionalizar los recursos naturales en Rusia y los sectores estratégicos de la economía. Los ingresos de estas industrias deben utilizarse en interés de todos los ciudadanos.
- Devolver a Rusia de los bancos extranjeros las reservas financieras estatales y utilizarlas para el desarrollo económico y social.

Romper el sistema de fraude total en las elecciones.
- Crear un poder judicial verdaderamente independiente.
- Llevar a cabo un paquete inmediato de medidas para combatir la pobreza e introducir controles de precios de los bienes de primera necesidad.
- No subir la edad de jubilación.
- Restaurar la responsabilidad del gobierno por la vivienda y los servicios públicos, establecer tarifas por los servicios municipales en una cantidad no mayor al 10% de los ingresos familiares, detener el desalojo de personas a las calles y ampliar la vivienda pública.
- Aumentar la financiación para la ciencia y los científicos para proporcionar salarios dignos y toda la investigación necesaria.
- Restaurar los más altos estándares de educación secundaria y superior universal y gratuita que existían durante la era soviética.
- Asegurar la disponibilidad y calidad de la atención médica.
- Desarrollar vigorosamente la fabricación de alta tecnología.
- Velar por la seguridad alimentaria y ambiental del país y apoyar a las grandes fincas colectivas para la producción y procesamiento de productos agrícolas.
- Priorizar la deuda interna sobre la deuda externa
- Introducir impuestos progresivos; Los ciudadanos de bajos ingresos estarán exentos de pagar impuestos.
- Crear condiciones para el desarrollo de pequeñas y medianas empresas.
- Garantizar la accesibilidad de los bienes culturales, detener la comercialización de la cultura, defender la cultura rusa como fundamento de la unidad espiritual de la Rusia multinacional, la cultura nacional de todos los ciudadanos del país.
- Detener la difamación de Rusia y la historia soviética.
- Tomar medidas drásticas para reprimir la corrupción y el crimen.
- Fortalecer la defensa nacional y ampliar las garantías sociales a militares y agentes del orden.
- Garantizar la integridad territorial de Rusia y la protección de los compatriotas en el exterior.
- Instituir una política exterior basada en el respeto mutuo de países y pueblos para facilitar la restauración voluntaria de la Unión de Estados.

El partido está a favor de la cooperación con la Iglesia Ortodoxa Rusa. Según las palabras de Ziugánov, el PCFR es un partido de ateísmo científico, pero no militante. La propaganda de cualquier religión está prohibida dentro del partido. El PCFR celebra el gobierno de Iósif Stalin. Zyuganov y el partido apoyan el conservadurismo social y votaron a favor de la prohibición de la "promoción de relaciones sexuales no tradicionales con menores", comúnmente conocida como la ley rusa de propaganda gay.

### Facciones internas

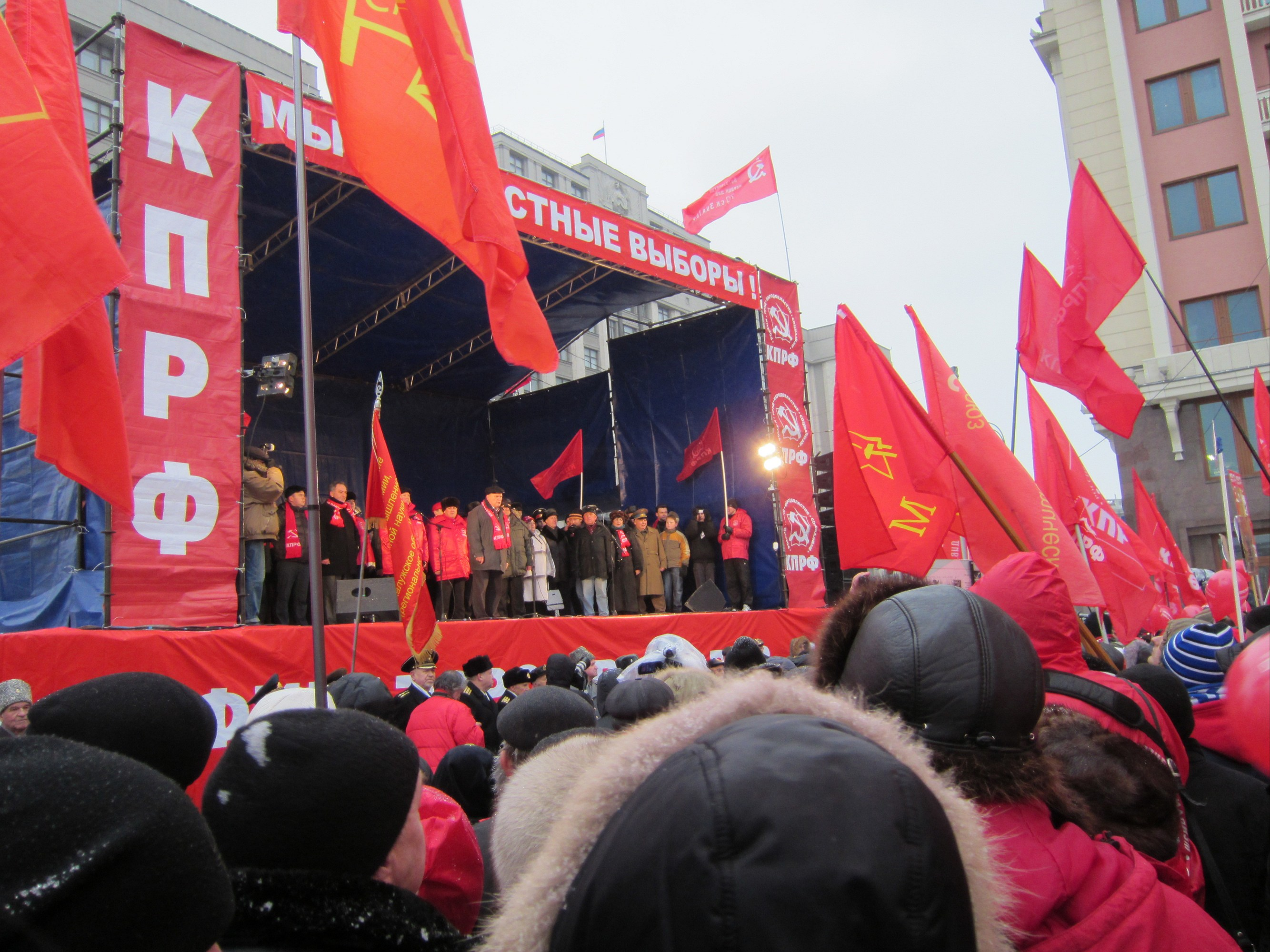
Manifestación del Partido Comunista en la Plaza de Manezhnaya, Moscú, 18 de diciembre de 2011

Desde su fundación, el PCFR ha tenido varias facciones internas distintas: 
- Nacionalistas de izquierda. El líder del PCFR, Guennadi Ziugánov, pertenece a esta tendencia. Los nacionalistas de izquierda del partido identifican históricamente al socialismo con Rusia y culturalmente a Rusia con el socialismo. Están influidos por los escritos del historiador Lev Gumiliov y consideran que la lucha de clases se ha convertido en una lucha entre civilizaciones.[35]
- Marxistas-leninistas. La facción marxista-leninista del partido tiene una concepción leninista tradicional de la lucha de clases y el socialismo. Están en contra tanto del nacionalismo como de la socialdemocracia. Esta tendencia se refleja fuertemente en la militancia de base del partido. Richard Kosolapov fue un miembro destacado de este grupo.[36]
- Reformistas. Los reformistas del partido son socialdemócratas o comunistas reformistas que, en general, tienen una visión crítica de la Unión Soviética. Esta facción tuvo mayoría en el Segundo Congreso Extraordinario, pero desde entonces ha decaído.[35]

### Cooperación internacional
En 1993, el partido fundó la Unión de Partidos Comunistas - Partido Comunista de la Unión Soviética. Desde 2001, la organización ha sido dirigida por Gennady Zyuganov y pasó a formar parte del Comité Central. 
El partido tiene relaciones amistosas con el Partido de la Izquierda Europea, pero no es miembro de él. El partido también tiene relaciones amistosas con el Partido Comunista de China.
El 24 de marzo de 2017, el partido envió una delegación a Corea del Norte y firmó un "protocolo de cooperación" con el Partido de los Trabajadores de Corea. Durante la visita, se colocó una piedra en la Torre Juche. 
En octubre de 2017, el partido acogió el 19 Encuentro Internacional de Partidos Comunistas y Obreros en la ciudad de San Petersburgo, que marcó el centenario de la Revolución de Octubre, con una asistencia de más de 100 partidos de todo el mundo.

### Medios de comunicación
Pravda es el periódico del Partido Comunista; tiene más de 30 ediciones regionales.
El periódico nacionalista de izquierda Sovetskaya Rossiya también tiene vínculos amistosos con el Partido Comunista, pero no está afiliado oficialmente a él.
El periódico ultranacionalista Zavtra solía apoyar al Partido Comunista, pero en 2005 cambió su apoyo a Rodina.

### Finanzas
Según el informe financiero del PCFR, en 2006 el partido recibió ₽127,453,237 rublos (3,998,835 US $):
* 29% - cuotas de membresía
* 30% - el presupuesto federal
* 6% - donaciones
* 35% - otros ingresos
En 2006, el partido gastó 116,823,489 rublos (3,665,328 dólares estadounidenses):
* 5% - para el mantenimiento de oficinas regionales
* 21% - en promoción (información, publicidad, publicación e impresión)
* 10% - el contenido de los órganos de gobierno
* 7% - la preparación y realización de elecciones y referendos
* 36%: editores de contenido, medios de comunicación e instituciones educativas
En 2008, el PCFR recibió el 70% de su financiación del presupuesto estatal de la Federación de Rusia. Según un informe en el XIII Congreso del PCFR, durante diez meses de 2008 los ingresos totales ascendieron a 148 millones de rublos, incluidos 8 millones de rublos por cobros de membresía, 36 millones de rublos por donaciones y 106 millones de rublos por financiación gubernamental. .
El 19 de octubre de 2008, el líder del partido Gennady Zyuganov hizo un llamamiento a los ciudadanos de Rusia para que apoyaran económicamente al partido para implementar sus objetivos políticos.

## Apoyo popular y resultados electorales
El CPRF es fuerte en las grandes ciudades y los principales centros industriales y científicos ("Naukogrado"), así como en los pequeños pueblos y ciudades alrededor de Moscú. Uno de los pocos colegios electorales que dio éxito al PCFR durante las elecciones legislativas rusas de 2007 fue la Universidad Estatal de Moscú. El PCFR también es fuerte en el extremo este de Rusia, en Siberia y los Urales.

### Elecciones presidenciales
En todas las elecciones presidenciales que se han celebrado en la Federación de Rusia, el candidato del PCFR ha finalizado segundo. En 2012, varios políticos de la oposición, incluido Boris Nemtsov, postularon que Dmitri Medvédev les admitió que Ziuganov habría ganado las elecciones presidenciales rusas de 1996 si no hubiera sido por fraude a favor de Boris Yeltsin. Según los resultados oficiales, Ziuganov recibió el 17,18% de los votos en las elecciones presidenciales rusas de 2012. Según observadores independientes, hubo un fraude a gran escala a favor de Vladímir Putin. Zyuganov llamó a la elección "una de ladrones, y absolutamente deshonesta e indigna".
|  | 32.03 % |

|  | 40.31 % |

|  | 29.21 % |

|  | 13.69 % |

|  | 17.72 % |

|  | 17.18 % |

|  | 11.77 % |

|  | 4.3 % |

### Elecciones legislativas
|  | 12.40 % |

|  | 22.30 % |

|  | 24.29 % |

|  | 12.61 % |

|  | 11.57 % |

|  | 19.19 % |

|  | 13.34 % |

|  | 18.93 % |

| Región               | 2003 % | 2007 % | 2011 % |
| -------------------- | ------ | ------ | ------ |
| Óblast de Múrmansk   | 7.44   | 17.47  | 21.76  |
| República de Komi    | 8.72   | 14.23  | 13.46  |
| Óblast de Vólogda    | 8.77   | 13.44  | 16.78  |
| Óblast de Leningrado | 9.05   | 17.07  | 17.31  |
| San Petersburgo      | 8.48   | 16.02  | 15.50  |
| Óblast de Pskov      | 15.17  | 19.41  | 25.13  |
| Óblast de Moscú      | 9.67   | 18.81  | 19.35  |
| Óblast de Oriol      | 16.28  | 17.58  | 31.98  |
| Óblast de Samara     | 17.38  | 18.39  | 23.13  |
| Krai de Stávropol    | 13.70  | 14.28  | 18.40  |
| Daguestán            | 18.31  | 6.64   | 8.38   |
| Óblast de Omsk       | 16.23  | 22.90  | 21.87  |
| Óblast de Tiumén     | 9.94   | 8.43   | 11.74  |
| Óblast de Tomsk      | 12.60  | 13.37  | 22.39  |
| Nacional             | 12.61  | 11.57  | 19.20  |

### Elecciones regionales
En febrero de 2005, el PCFR derrotó al partido gobernante oficialista Rusia Unida en las elecciones a la legislatura regional del Distrito autónomo de Nenetsia, obteniendo el 27% del voto popular.
En las elecciones de la Duma en Moscú celebradas el 4 de diciembre de 2005, el partido obtuvo un 16,75% y 4 escaños, el mejor resultado de la historia del PCFR en Moscú. En opinión de algunos observadores,  la ausencia del partido Rodina contribuyó al éxito de los comunistas.
El 11 de marzo de 2007 se celebraron elecciones para 14 legislaturas regionales y locales. El PCFR se desempeñó muy bien y aumentó sus votos en la mayoría de los territorios; ocupó el segundo lugar en Óblast de Oryol (23,78%), Óblast de Omsk (22,58%), Óblast de Pskov (19,21%) y Óblast de Samara (18,87%), Óblast de Moscú (18,80%), Óblast de Murmansk (17,51%) y Óblast de Tomsk (13,37%). Estos resultados atestiguan que el PCFR es el partido de oposición más importante de Rusia.
El 21 de mayo de 2007, el CPRF obtuvo un importante éxito en la elección de alcalde de Volgogrado. El candidato comunista Roman Grebennikov ganó las elecciones como alcalde con el 32,47% de los votos y se convirtió en el alcalde más joven de una capital regional. En 2008, Roman Grebennikov cambió su lealtad a Rusia Unida, lo que enfureció a muchos comunistas que lo acusaron de usar el PCFR como una herramienta para ser elegido.
El 7 de abril de 2011, el candidato del PCFR, Ilya Potapov, ganó las elecciones al alcalde en la ciudad de Berdsk con una victoria aplastante sobre los candidatos de Rusia Unida.
En las elecciones para gobernador de 2015, el candidato del partido Sergey Levchenko ganó las elecciones para gobernador en el Óblast de Irkutsk.
En las Elecciones de gobernador de 2018, los candidatos del Partido Comunista Andrey Klychkov y Valentín Konovalov ganaron las elecciones de gobernador en el Óblast de Oryol y Jakasia, respectivamente.  el candidato del partido Andrey Ishchenko podría pasar en la segunda vuelta de la elección en la que perdió, por los resultados oficiales. El resultado de esas elecciones fue declarado nulo debido a una gran cantidad de violaciones en relación con las cuales se programaron elecciones revocatorias para diciembre de 2018, pero el Partido Comunista decidió no nominar a su candidato para las nuevas elecciones.
En las elecciones de 2018 a los parlamentos regionales, el Partido Comunista ocupó el primer lugar en la votación de las listas de partidos en tres regiones. Sin embargo, en dos regiones, Rusia Unida todavía logró obtener una mayoría relativa en los parlamentos regionales a expensas de los diputados titulares de mandatos únicos. Sin embargo, en el Óblast de Irkutsk, el partido obtuvo una mayoría relativa y es la facción más grande en la Asamblea Legislativa. Así, el Óblast de Irkutsk es actualmente la única región en la que ambos poderes del gobierno (ejecutivo y legislativo) están controlados por el Partido Comunista.

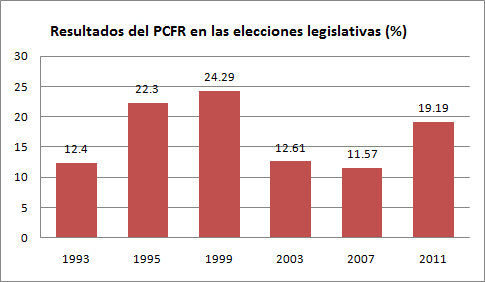
Resultados del PCFR en las elecciones legislativas.

| Región                        | 2003-2005 % | 2009 % |
| ----------------------------- | ----------- | ------ |
| Óblast de Arcángel            | 8.61        | 16.67  |
| Óblast de Briansk             | 18.57       | 22.76  |
| Óblast de Vladímir            | 20.33       | 27.75  |
| Óblast de Volgogrado          | 25.83       | 23.57  |
| Kabardia-Balkaria             | 8.69        | 8.36   |
| Karacháyevo-Cherkesia         | 15.57       | 10.07  |
| Distrito autónomo de Nenetsia | 25.86       | 20.51  |
| Tartaristán                   | 6.34        | 11.15  |
| Jakasia                       | 7.04        | 14.69  |
| Total                         | 12.79       | 15.88  |

## Electorado
El PCFR tiene su bastión en las grandes ciudades, en los centros industriales y científicos importantes (los llamados "naukogrados") y en las pequeñas ciudades alrededor de Moscú. Por ejemplo, uno de los lugares electorales que el PCFR obtuvo éxito durante las elecciones legislativas rusas de 2007, fue en la Universidad Estatal de Moscú.
El electorado del partido se compone principalmente de jubilados, obreros industriales y empleados de las organizaciones sin fines de lucro.[cita requerida] En los últimos años también han visto un crecimiento en su apoyo de los grupos de jóvenes de izquierdas, como la Vanguardia de la Juventud Roja. Un representante del PCFR estuvo presente en la Conferencia de "La Otra Rusia" de los partidos de oposición en 2006.[cita requerida] También las elecciones recientes de 2007 fueron testigo de un número creciente de electores no izquierdistas que dieron sus votos para el partido ya que no encontraron otra alternativa tangible.
Según Mijaíl Rémizov, presidente del Instituto de Estrategia Nacional, "El electorado del Partido Comunista de Rusia es cada vez más variado. Ahora no son sólo los ancianos pensionistas llorando por la URSS. La nueva clase descontenta está tomando forma entre los potenciales votantes y la mayor parte de sus votos va al Partido Comunista, que mantiene la reputación de ser la principal fuerza de oposición, y esto afecta a su popularidad."

## Críticas
De acuerdo con el analista de la Fundación Gorbachov Dmitri Furman, las "características fascistoides del partido son sobresalientes El teórico marxista Borís Kagarlitski escribió: "Es suficiente recordar que dentro del propio movimiento comunista, el partido de Ziugánov al principio no era la única organización, ni el más grande. Sin embargo, poco a poco, el resto de las otras organizaciones comunistas fueron expulsadas de la vida política. Esto ocurrió no porque las organizaciones en cuestión eran débiles, sino porque fue el PCFR quien recibió la aprobación oficial del Kremlin como la única oposición reconocida." Andréi Brézhnev, nieto del líder soviético Leonid Brézhnev, criticó el abandono del ateísmo por parte del PCFR y el acercamiento de Ziugánov a la Iglesia ortodoxa rusa. Sin embargo, desde el año 2004 Andréi es miembro del PCFR.

## Galería

### Banderas

Bandera del PCFR
Bandera de la Unión Soviética
Bandera de la RSFS de Rusia

### Galería de fotos

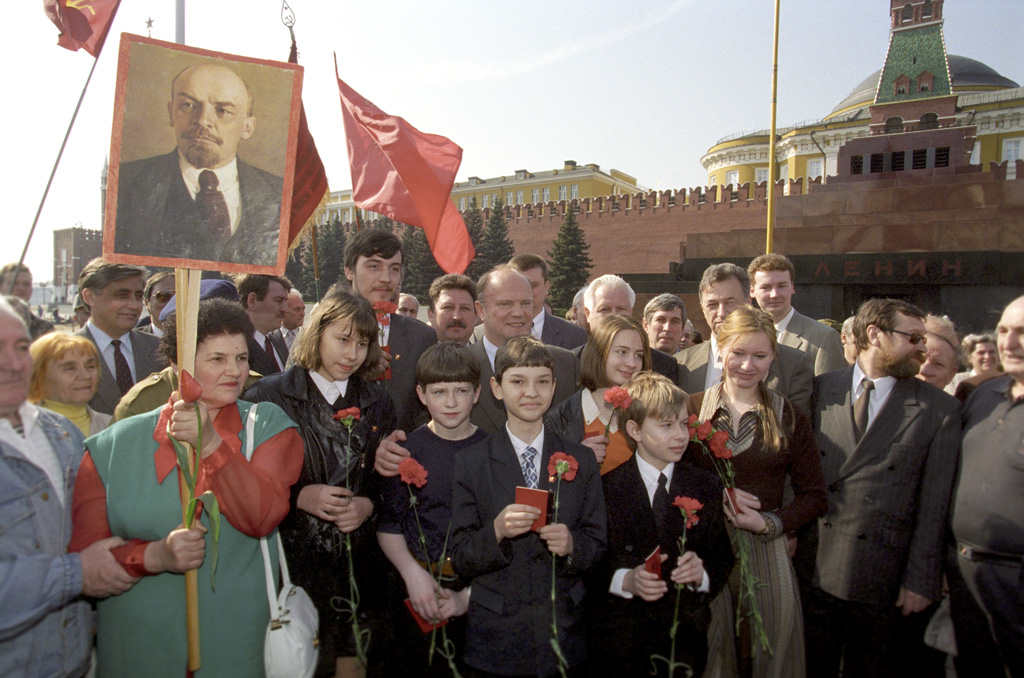
Zyuganov con miembros de la Liga Leninista de Jóvenes Comunistas de la Federación Rusa
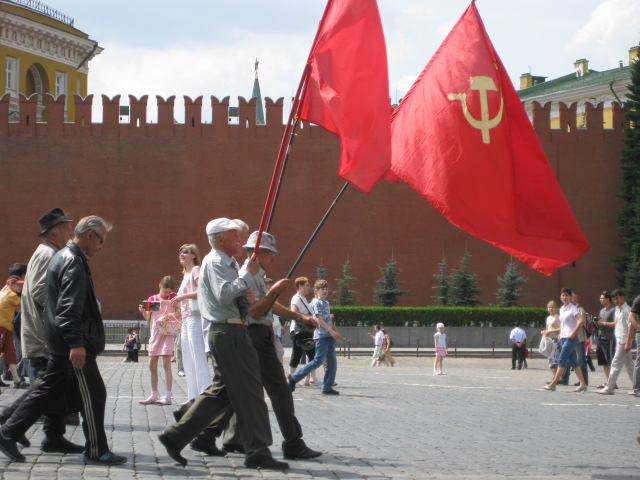
Manifestación de comunistas en la Plaza Roja
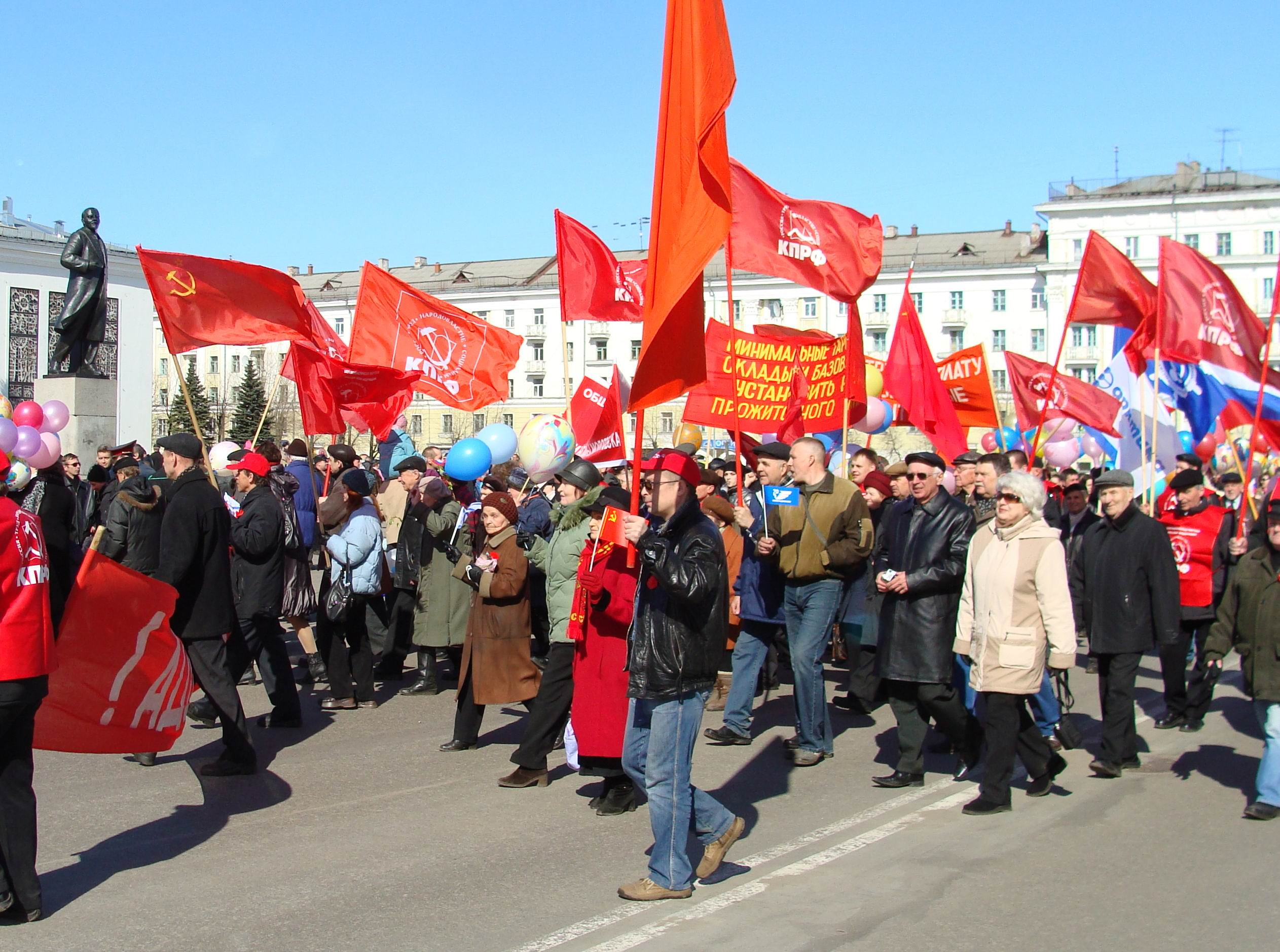
Comunistas marchando el Día Internacional de los Trabajadores en 2009, Severodvinsk
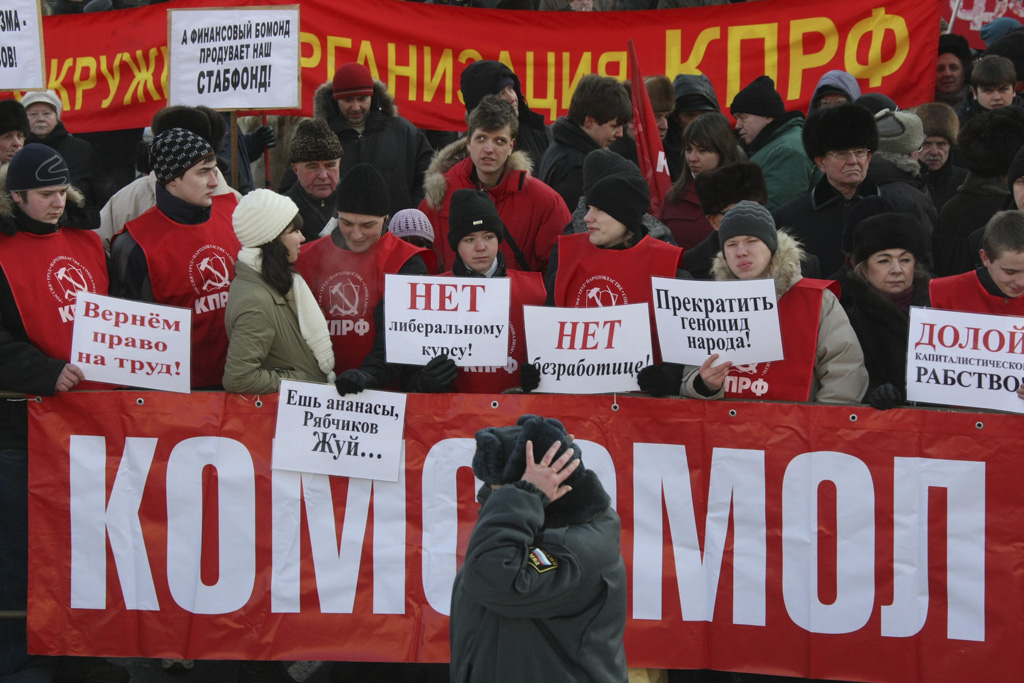
El Partido Comunista realiza una manifestación en la Plaza de Triumfalnaya en Moscú
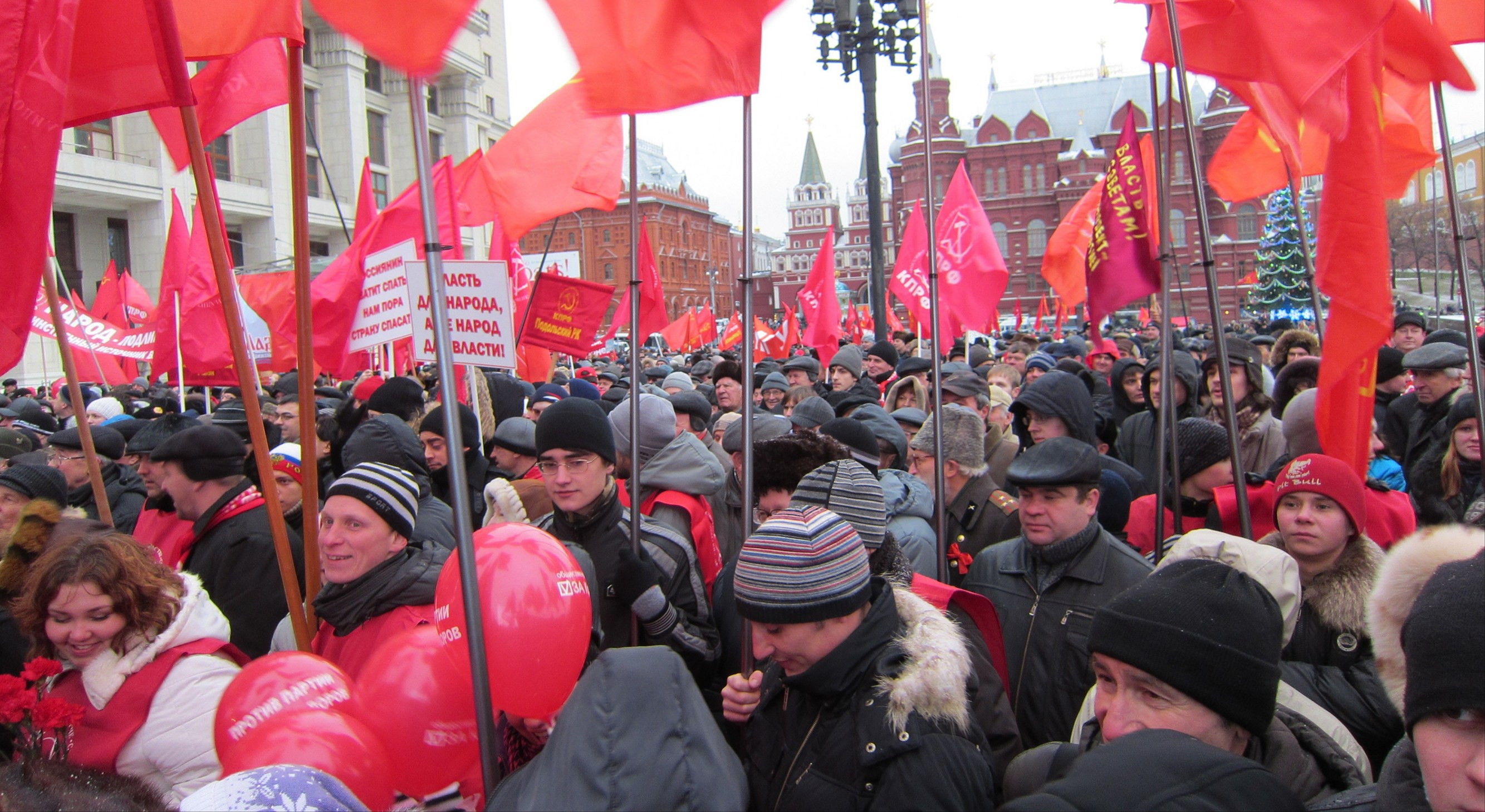
Manifestación del partido
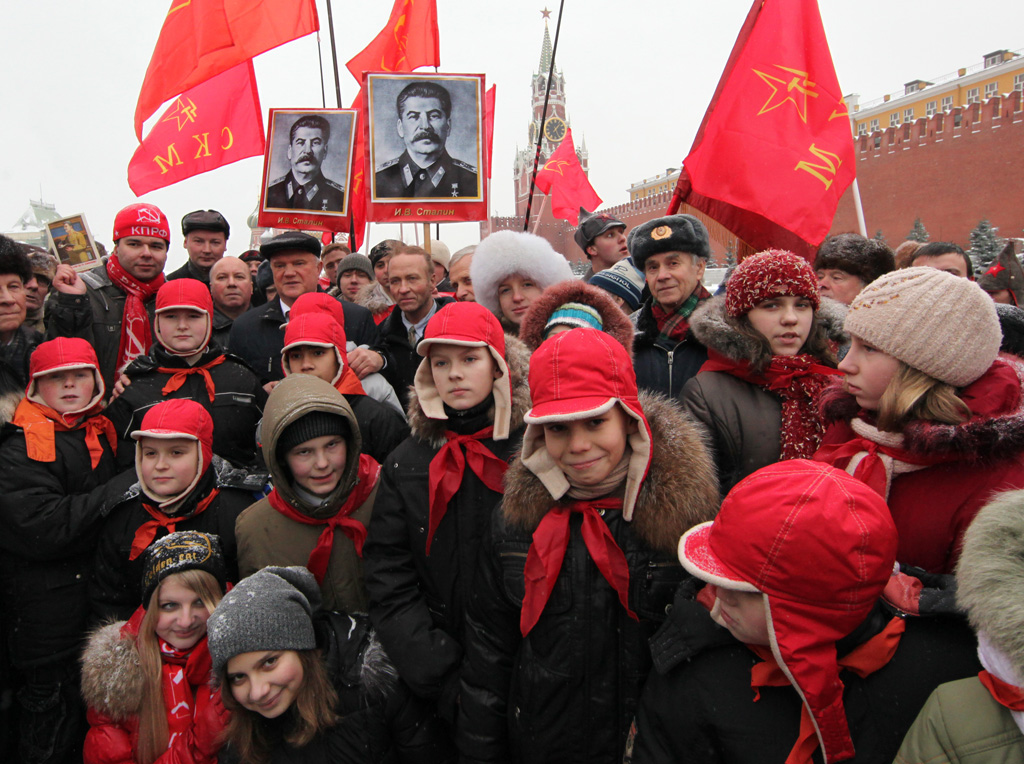
Los miembros del partido depositan flores en la tumba de Joseph Stalin
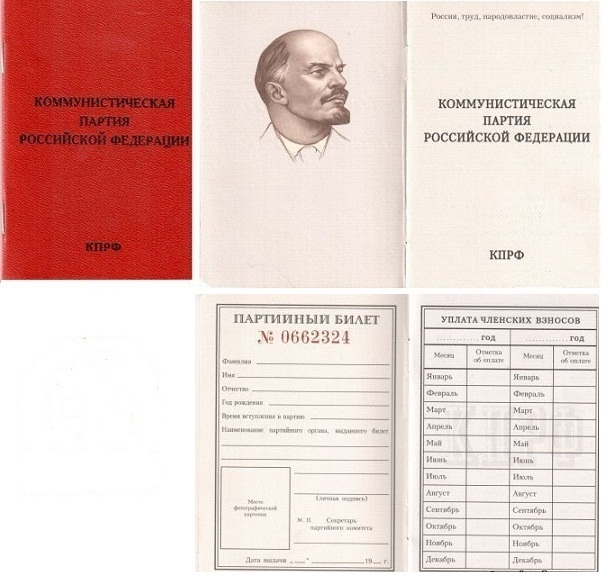
Tarjeta de miembro del partido